# Geissaspis cristata
Geissaspis cristata är en ärtväxtart som beskrevs av Robert Wight och George Arnott Walker Arnott. Geissaspis cristata ingår i släktet Geissaspis och familjen ärtväxter. IUCN kategoriserar arten globalt som livskraftig. Inga underarter finns listade i Catalogue of Life.

## Bildgalleri

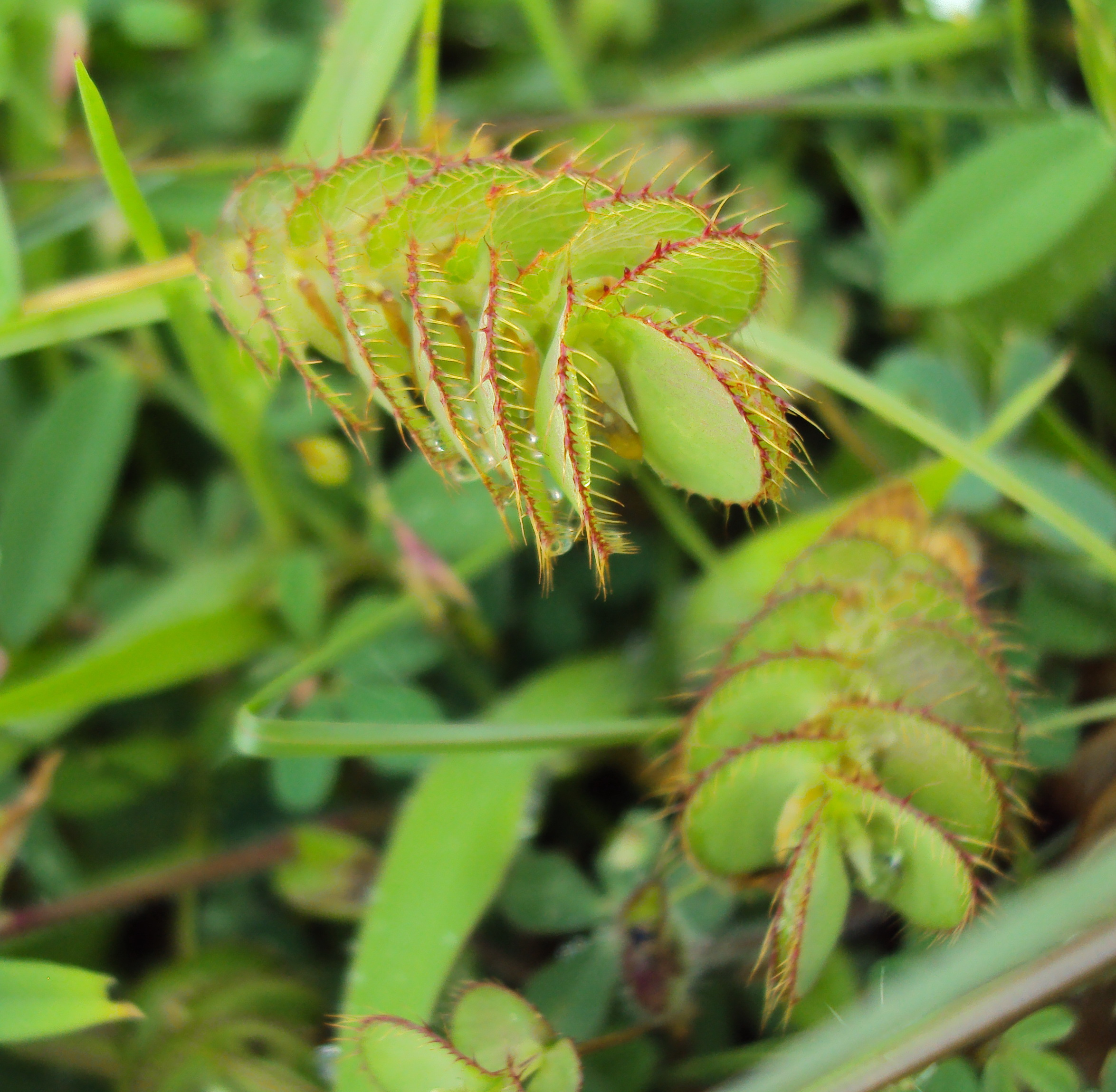
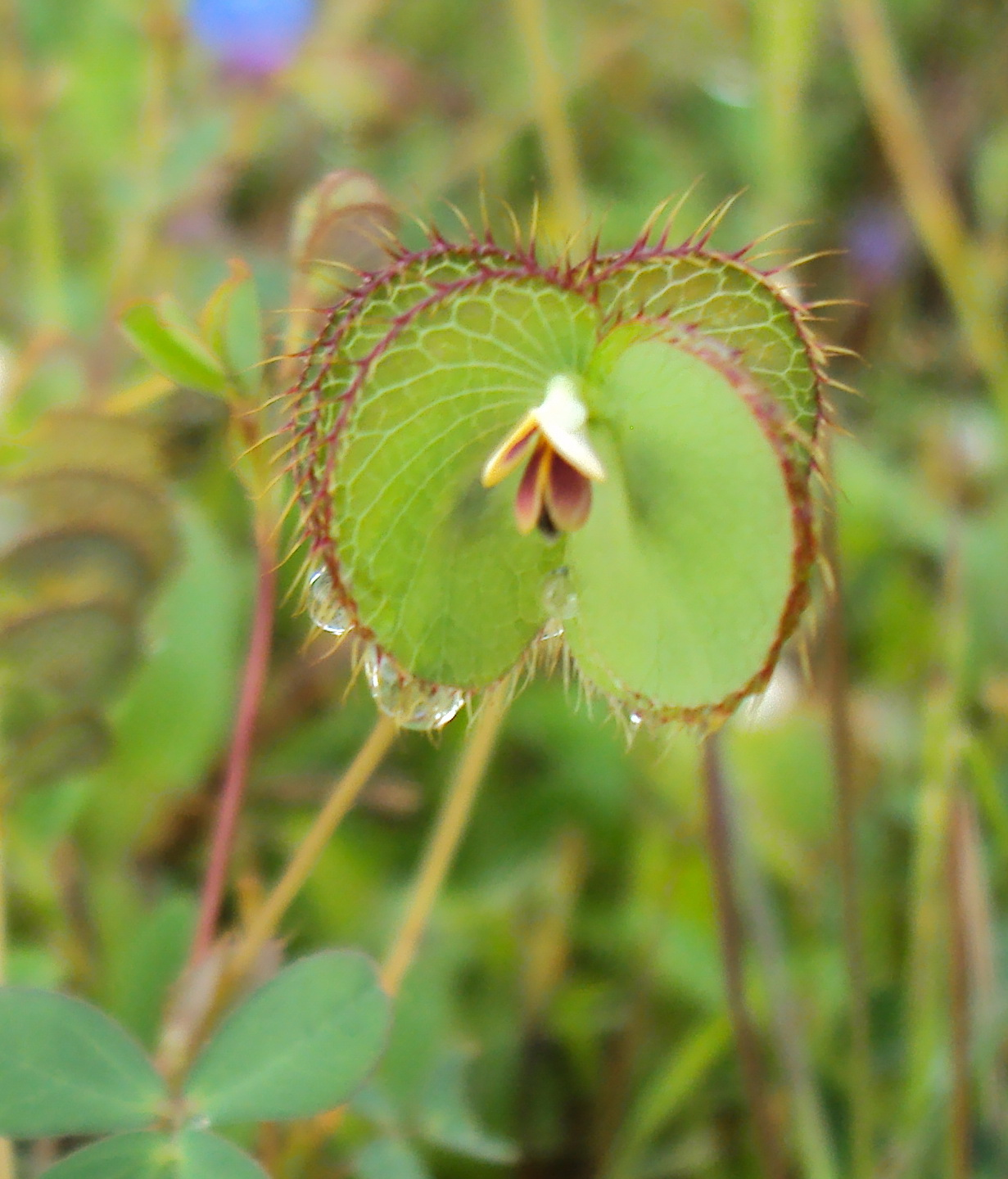
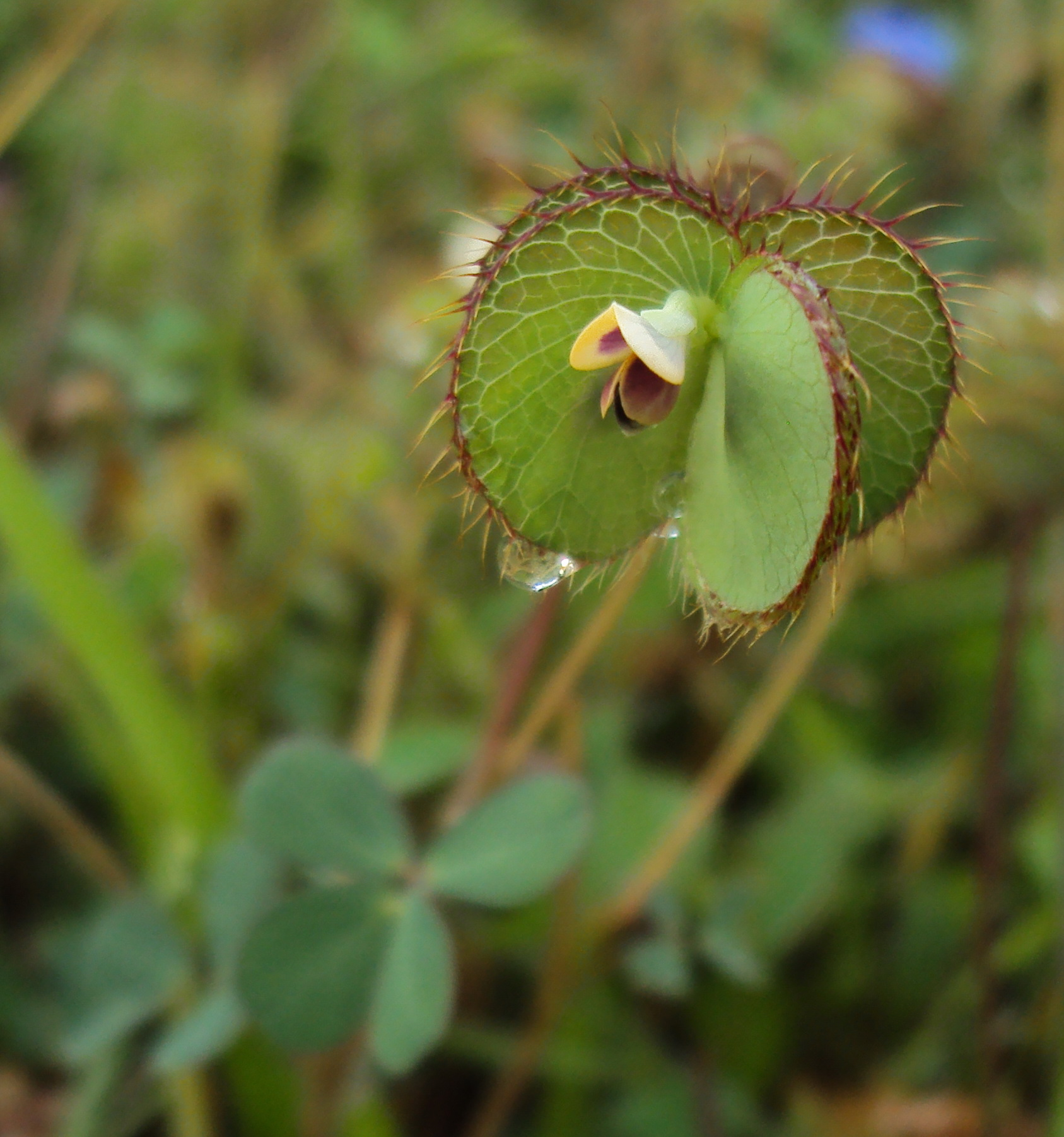
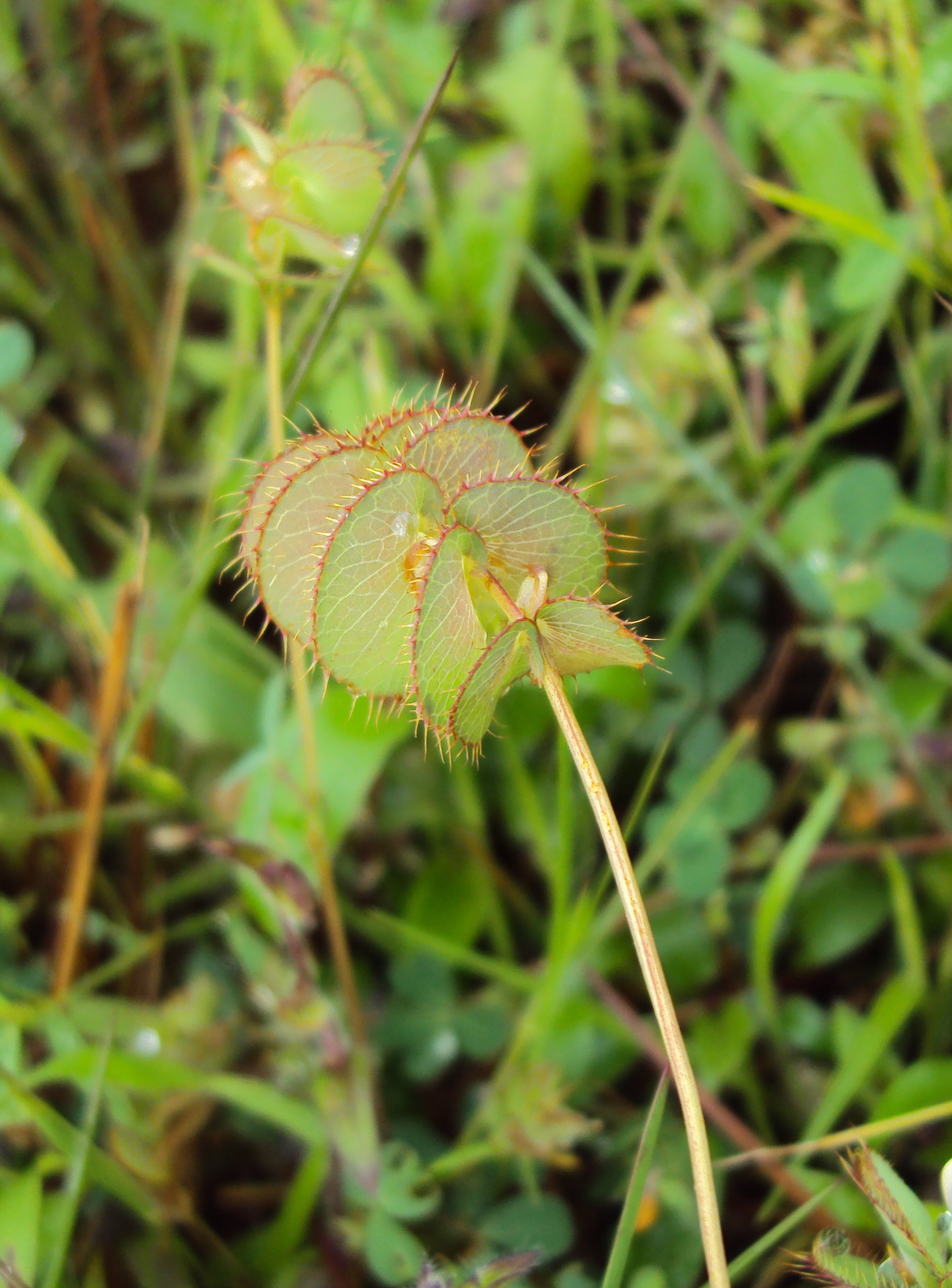